# Giurgiu (län)
Giurgiu är ett län (județ) i södra Rumänien med 273 904 invånare (2018). Det har 1 municipiu, 2 städer och 51 kommuner. Residensstad är Giurgiu.

## Municipiu
- Giurgiu

## Städer
- Bolintin-Vale
- Mihăilești

## Kommuner
| - Adunații-Copăceni - Băneasa - Bolintin-Deal - Bucșani - Bulbucata - Buturugeni - Călugăreni - Clejani - Colibași | - Comana - Cosoba - Crevedia Mare - Daia - Florești-Stoenești - Frătești - Găiseni - Găujani - Ghimpați | - Gogoșari - Gostinari - Gostinu - Grădinari - Greaca - Herăști - Hotarele - Iepurești - Izvoarele | - Joița - Letca Nouă - Malu - Mârșa - Mihai Bravu - Ogrezeni - Oinacu - Prundu - Putineiu | - Răsuceni - Roata de Jos - Săbăreni - Schitu - Singureni - Slobozia - Stănești - Stoenești - Toporu | - Ulmi - Valea Dragului - Vânătorii Mici - Vărăști - Vedea |